# جورج ماكدونالد فرازير
جورج ماكدونالد فرازير (بالإنجليزية: George MacDonald Fraser)‏‏ (2 أبريل 1925 في كارلايل، كمبريا - 2 يناير 2008 في جزيرة مان) كاتب سيناريو، وروائي، وكاتب سير ذاتية، وصحفي، وكاتب من المملكة المتحدة.

## الجوائز
- نيشان الامبراطورية البريطانية من رتبة ضابط
- زميل في الجمعية الملكية للأدب

## روابط خارجية
- جورج ماكدونالد فرازير على موقع IMDb (الإنجليزية)
- جورج ماكدونالد فرازير على موقع الموسوعة البريطانية (الإنجليزية)
- جورج ماكدونالد فرازير على موقع ألو سيني (الفرنسية)
- جورج ماكدونالد فرازير على موقع ميوزك برينز (الإنجليزية)
- جورج ماكدونالد فرازير على موقع أول موفي (الإنجليزية)
- جورج ماكدونالد فرازير على موقع قاعدة بيانات الأفلام السويدية (السويدية)
- جورج ماكدونالد فرازير على موقع قاعدة بيانات الفيلم (الإنجليزية)
- جورج ماكدونالد فرازير على موقع كينوبويسك (الروسية)